# Academia Rio-Grandense de Letras
A Academia Rio-Grandense de Letras tem como objetivo o culto às letras e o estímulo da cultura do estado do Rio Grande do Sul. 

## História
Foi fundada em 1 de dezembro de 1901, com 25 membros fundadores, a maioria ligada à imprensa: Apeles Porto-Alegre, Mário de Artagão, Romaguera Correia, Aquiles Porto-Alegre, José Carlos de Sousa Lobo, Sebastião Leão, Joaquim Alves Torres, Francisco Lourenço da Fonseca, Apolinário Porto-Alegre, Andrade Neves Neto, Paulino Azurenha, Aurélio Júnior, Alfredo Lisboa, Mário Totta, Caldas Júnior, Marcelo Gama, Olinto de Oliveira, Benjamin Flores, Tito Vilalobos, Ernesto Silva, Zeferino Brasil, Alcides Lima, João Cândido Maia, Alcides Maya e Alfredo Ferreira Rodrigues.
Com o tempo, seus membros fundadores se encontravam dispersos ou falecidos. Em 11 de junho de 1910, foi reinaugurada com o nome de Academia de Letras do Rio Grande do Sul.  Em  20 de outubro de 1932, é fundado o Instituto Rio-Grandense de Letras; na mesma época, a Academia passava por novo período de inatividade, que é brevemente interrompido em 1934. Em 1944, a Academia retoma seu nome original, produto da fusão da Academia Rio-Grandense de Letras e da Academia de Letras do Rio Grande do Sul.

## Patronos das cadeiras
| Cadeira | Patrono                            | Acadêmico atual                       |
| ------- | ---------------------------------- | ------------------------------------- |
| 1       | Manuel de Araújo Porto-Alegre      | José Eduardo Degrazia                 |
| 2       | Carlos von Koseritz                | Moacyr Flores                         |
| 3       | Félix da Cunha                     | José Edil de Lima Alves               |
| 4       | Gaspar Silveira Martins            | Caio Riter                            |
| 5       | Bernardo Taveira Júnior            | Maria da Glória Jesus de Oliveira     |
| 6       | Apolinário Porto-Alegre            | Élvio Vargas                          |
| 7       | Carlos Augusto Ferreira            | Percival Puggina                      |
| 8       | José Teodoro de Sousa Lobo         | José Alberto Wenzel                   |
| 9       | Ramiz Galvão                       | Franklin João Marcantonio da Cunha    |
| 10      | Aquiles Porto-Alegre               | Nilson Luiz May                       |
| 11      | Padre Carlos Teschauer             | Luís Alberto Cibils (falecido)        |
| 12      | Francisco Lobo da Costa            | César Alexandre Pereira               |
| 13      | Carlos Alberto Miller              | Jaime Piterman                        |
| 14      | Antônio Vicente da Fontoura Xavier | Airton Ortiz                          |
| 15      | Múcio Teixeira                     | Marô Barbieri                         |
| 16      | Artur Pinto da Rocha               | Kathrin Holzermayr Lerrer Rosenfield  |
| 17      | Timóteo Faria Corrêa               | Heino Willy Kude                      |
| 18      | Alfredo Varela                     | Marília Beatriz Cibils Becker         |
| 19      | João Cezimbra Jacques              | Joaquim Moncks                        |
| 20      | João Simões Lopes Neto             | Hilda Agnes Hübner Flores             |
| 21      | Alfredo Ferreira Rodrigues         | Avelino Alexandre Collet              |
| 22      | Juvenal Octaviano Miller           | Sérgio Borja                          |
| 23      | Caldas Júnior                      | Zélia Helena Dendena A. Sampaio       |
| 24      | Zeferino Brasil                    | (vaga)                                |
| 25      | Alberto da Costa Correia Leite     | Walter Galvani da Silveira (falecido) |
| 26      | João Borges Fortes                 | Luiz de Martino Coronel               |
| 27      | Aníbal Teófilo                     | José Carlos Rolhano Laitano           |
| 28      | João da Silva Belém                | Lauro Trevisan                        |
| 29      | José Carlos de Sousa Lobo          | Rafael Bán Jacobsen                   |
| 30      | Gregório da Fonseca                | Waldomiro Carlos Manfroi              |
| 31      | Paulino Azurenha                   | Ruben Daniel Méndez Castiglioni       |
| 32      | Pedro Velho                        | Cláudio Moreno                        |
| 33      | César de Castro                    | Luiz Osvaldo Leite                    |
| 34      | Fernando Osório Filho              | (vaga)                                |
| 35      | Roque Callage                      | Jane Tutikian                         |
| 36      | Lindolfo Collor                    | José Moreira da Silva (falecido)      |
| 37      | Felipe de Oliveira                 | Alcy Cheuiche                         |
| 38      | Eduardo Guimarães                  | António Filipe Sampaio Neiva Soares   |
| 39      | Francisco Ricardo                  | (vaga)                                |
| 40      | Alceu Wamosy                       | Colmar Pereira Duarte                 |

## Quadro suplementar
- Altino Berthier Brasil
- Fernando O. M. O´Donell
- Flávio Loureiro Chaves
- Itálico Marcon
- Jaime Vaz Brasil
- José Clemente Pozenato
- Luiz Antônio de Assis Brasil
- Voltaire Schilling

## Acadêmicos falecidos
- Amir Feijó Pereira
- Antônio de Castro Assumpção
- Anselmo Francisco do Amaral
- Arthur Ferreira Filho
- Betty Yelda Brognoli Borges Fortes
- Caio Flávio Prates da Silveira
- Carlos Urbim
- Clóvis Assumpção
- Coelho de Souza
- Dyonélio Machado
- Emílio Fernandes de Sousa Docca
- Francisco Pereira Rodrigues
- Hélio Moro Mariante
- Justino Vasconcellos
- José Hilário Retamozo
- José Moreira da Silva
- Laury Maciel
- Lothar Francisco Hessel
- Mozart Pereira Soares
- Mozart Victor Russomano
- Othelo Rodrigues Rosa
- Paulo Brossard de Souza Pinto
- Raul Moreau Neto
- Rui Cardoso Nunes
- Zeno Cardoso Nunes
- Vargas Neto
- Walter Galvani da Silveira
- Olmiro Palmeiro de Azevedo[4]